# Deirdre

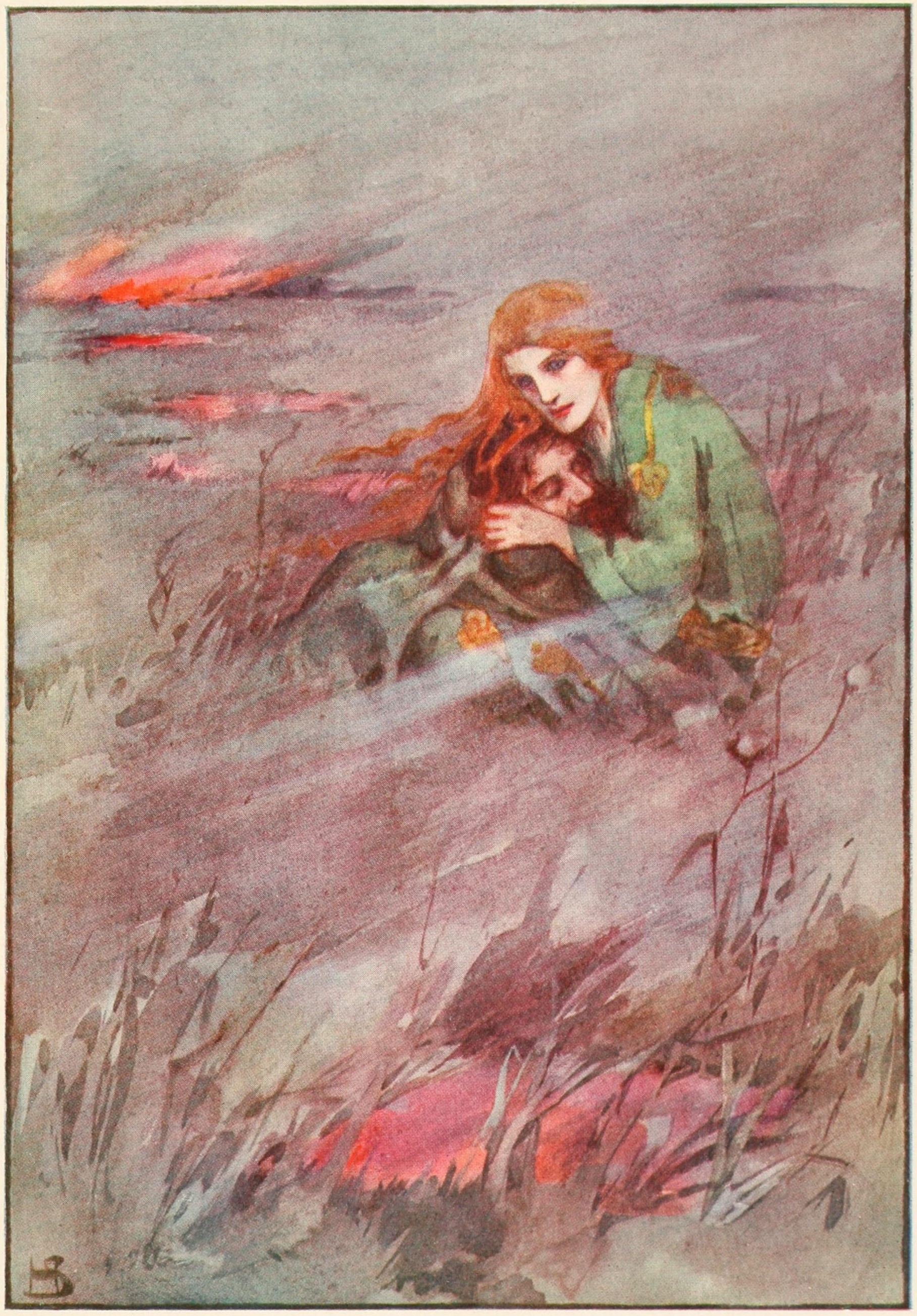
Uma pintura de Deirdre em A book of myths (1915), de Helen Stratton.

Deirdre (irlandês antigo: Derdriu) é uma heroína trágica do Ciclo Ulster da mitologia irlandesa. Ela também é conhecida pelo epíteto "Deirdre das Dores" ou "das Tristezas" (em irlandês:  Deirdre an Bhróin).
A versão mais antiga do conto se encontra em Longes mac nUislenn ("O exílio dos filhos de Uisliu"), de c. século VIII, e a trama gira em torno de seu amor por Noísiu, seguido de inúmeras traições e tragédias. Os versos "cia deilm dremun derdrethar/Dremnas fot broinn búredaig?" ("que violento barulho ressoa/que ruge em seu ventre berrante?"), pronunciados antes de ela nascer, associam seu nome com o estrondo. Tornou-se um emblema de amor amaldiçoado para suas posteriores narrativas românticas medievais e modernas.
Deirdre é uma figura proeminente na lenda irlandesa. O estudioso americano James MacKillop avaliou em 2004 que ela era sua figura mais conhecida dos tempos modernos.

## Na lenda
Deirdre era filha do contador de histórias real Fedlimid mac Daill. Antes de ela nascer, Cathbad, o druida-chefe da corte de Conchobar mac Nessa, rei do Ulster, profetizou que a filha de Fedlimid cresceria e seria muito bonita, mas que reis e senhores iriam à guerra por ela, muito sangue seria derramado por sua causa, e os três maiores guerreiros do Ulster seriam forçados ao exílio por causa dela.
Ao ouvir isso, muitos instaram Fedlimid a matar o bebê ao nascer, mas Conchobar, despertado pela descrição de sua futura beleza, decidiu ficar com a criança para si. Ele tirou Deirdre de sua família e deixou-a ser criada em reclusão por Leabharcham, uma poetisa e mulher sábia; planejou se casar com Deirdre quando ela tivesse idade suficiente. Quando jovem, vivendo isolada nas florestas, Deirdre disse a Leabharcham em um dia de neve que amaria um homem com as cores que vira quando um corvo pousou na neve com sua presa: cabelo da cor do corvo, pele tão branca como neve e bochechas vermelhas como sangue.
Leabharcham disse a ela que estava descrevendo Naoise mac Uisneach, um belo e jovem guerreiro, caçador e cantor da corte de Conchobar. Com o conluio de Leabharcham, Deirdre conheceu Naoise e eles se apaixonaram. Acompanhados pelos seus irmãos Ardan e Ainnle (os outros dois filhos de Uisneach), Naoise e Deirdre fugiram para a Escócia. Eles viveram uma vida feliz lá, caçando e pescando e vivendo em lugares lindos; um lugar associado a eles é Loch Etive. Algumas versões da história mencionam que Deirdre e Naoise tiveram filhos, um filho, Gaiar, e uma filha, Aebgreine, que foram criados por Manannan Mac Lir.

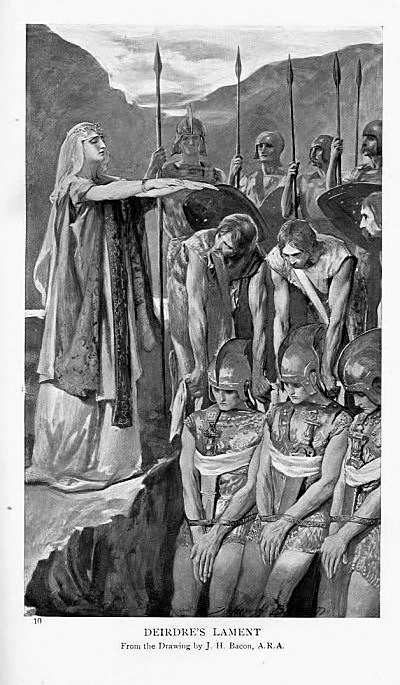
Lamento de Deirdre, desenho de J. H. Bacon, c. 1905

No entanto, o furioso e humilhado Conchobar os localizou. Ele enviou Fergus mac Róich até eles com um convite para retornar e a promessa do próprio Fergus de salvo-conduto para casa. No caminho de volta para Emain Macha, Conchobar fez com que Fergus fosse emboscado, forçado por seu geis (uma obrigação) pessoal a aceitar um convite para um banquete.
Fergus enviou Deirdre e os filhos de Uisneach para Emain Macha com seu filho para protegê-los. Quando eles chegaram, Conchobar enviou Leabharcham para espionar Deirdre, para ver se ela havia perdido sua beleza. Leabharcham, para proteger Deirdre, disse ao rei que Deirdre agora estava feia e idosa. Conchobar então enviou outro espião, Gelbann, que conseguiu avistar Deirdre, mas foi visto por Naoise, que jogou uma peça de xadrez dourada nele e arrancou seu olho.
O espião conseguiu voltar para Conchobar e disse-lhe que Deirdre estava linda como sempre. Conchobar convocou seus guerreiros para atacar a casa do Ramo Vermelho onde Deirdre e os filhos de Uisneach estavam hospedados. Naoise e seus irmãos lutaram bravamente, auxiliados por alguns guerreiros do Ramo Vermelho, antes de Conchobar invocar seu juramento de lealdade a ele e arrastar Deirdre para seu lado. Neste ponto, Éogan mac Durthacht jogou uma lança, matando Naoise, e seus irmãos foram mortos pouco depois.
Fergus e seus homens chegaram após a batalha. Fergus ficou indignado com esta traição à sua palavra e exilou-se em Connacht. Mais tarde, ele lutou contra o Ulster por Ailill e Medb na guerra do Táin Bó Cúailnge (o ataque ao gado de Cooley), às vezes chamada de "a Ilíada Irlandesa".
Após a morte de Naoise, Conchobar tomou Deirdre como esposa. Depois de um ano, irritado com a contínua frieza de Deirdre para com ele, Conchobar perguntou quem no mundo ela mais odiava, além dele mesmo. Ela respondeu "Éogan mac Durthacht", o homem que assassinou Naoise. Conchobar disse que a daria a Éogan. Enquanto ela era levada para Éogan, Conchobar zombou dela, dizendo que ela parecia uma ovelha entre dois carneiros. Com isso, Deirdre se jogou da carruagem, quebrando a cabeça em pedaços contra uma pedra.